# Choiroblemma metok
Espèce
Choiroblemma metok est une espèce d'araignées aranéomorphes de la famille des Tetrablemmidae.

## Distribution
Cette espèce est endémique du Tibet en Chine,. Elle se rencontre dans le xian de Mêdog.

## Description
Le mâle holotype mesure 1,13 mm et la femelle paratype 1,23 mm.

## Systématique et taxinomie
Cette espèce a été décrite par Zhou, Zhang et Tong en 2024.

## Étymologie
Son nom d'espèce lui a été donné en référence au lieu de sa découverte, le xian de Mêdog.

## Publication originale
- Zhou, Zhang & Tong, 2024 : « First record of the tetrablemmid armoured spiders (Araneae, Tetrablemmidae) from Xizang, China, with description of a new species. » Biodiversity Data Journal, vol. 12, no e143503, p. 1-8 (texte intégral).